# Cosio di Arroscia
Cosio di Arroscia – miejscowość i gmina we Włoszech, w regionie Liguria, w prowincji Imperia.
Według danych na rok 2004 gminę zamieszkiwało 278 osób, 7 os./km².